# Приватна гімназія Падеревського
Приватна гімназія Падеревського (англ. Paderewski Private Grammar School) — перший у східній Польщі комплекс приватних міжнародних шкіл, у яких процес навчання охоплений програмами «IB World School» (укр. «Світової школи міжнародного бакалаврату») від першого класу гімназії до випускного класу ліцею. До комплексу шкіл входять початкова школа, гімназія та ліцей.

## Коротка історія
Приватна гімназія ім. Ігнація Падеревського заснована спілкою «CRH Akademus Sp. Z o.o.» як гуманітарний приватний навчальний заклад із поглибленим вивченням іноземних мов. Від заснування в навчальний процес запроваджували освітню програму «IB World School» (укр. «Світової школи міжнародного бакалаврату») і 7 червня 1999 року ліцей успішно пройшов процедуру акредитації програми, орієнтованої на учнів старших класів — «Diploma Programme» (укр. Програма для здобуття диплома) власником та розробником цієї програми, некомерційним освітнім фондом «International Baccalaureate®». 17 лютого також була акредитована програма, орієнтована на учнів гімназії «Middle Years Programme» (укр. Програма середніх років).

## Мовні програми
Мовами викладання є англійська та польська. Англійську вчать з першого класу початкової школи. У 1-3 класах англійській приділяють 4 академічні години щотижня, у 4-6 класах – 6 годин. Починаючи з 2-го класу, вводять викладання інших предметів англійською. Учителі іноземних мов — переважно польські громадяни, однак у кожному класі щотижня заняття з англійської проводять носії мови.
У четвертому класі учні розпочинають вивчати другу іноземну мову — французьку, іспанську чи німецьку за вибором учня. Окрім цього, учнів залучають і до вивчення їхніх рідних мов.
У ліцеї вивченню англійської мови та літератури приділяють 8 академічних годин і в кожному класі заняття проводять за участі носія мови.
Особливістю школи є те, що учні мають змогу вивчати і українську як у обсязі необов'язкового курсу, так і з можливістю складання іспитів за вимогами програми «IB Diploma Programme» на рівні «UKRAINI A LIT».